# Edwin Linkomies

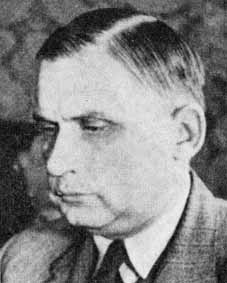
Edwin Linkomies

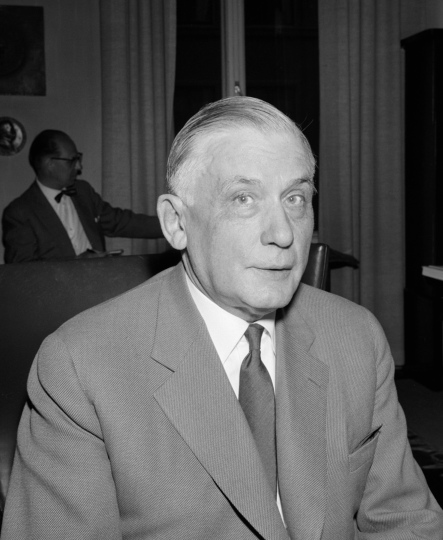
Edwin Linkomies, 1960

Edwin Johan Hildegard Linkomies (* 22. Dezember 1894 in Viipuri; † 9. September 1963 in Helsinki) war ein finnischer Literaturwissenschaftler, Politiker und Ministerpräsident.

## Studium und berufliche Laufbahn
Der Sohn eines Offiziers wurde mit dem schwedischen Namen „Flinck“ geboren, den er erst 1928 in „Linkomies“ änderte. Nach dem frühen Tod seines Vaters wuchs er im westfinnischen Rauma auf.
Er absolvierte ein Studium der Literaturwissenschaften, das er 1913 mit der Graduierung beendete. 1916 erfolgte seine Promotion an der Universität Helsinki. Anschließend setzte er seine Forschungsarbeiten an der Martin-Luther-Universität Halle-Wittenberg sowie der Universität Leipzig fort. In dieser Zeit begannen seine zeitlebens bestehenden engen Beziehungen zu deutschen Universitäten.
1923 wurde er Professor für Lateinische Literatur an der Universität Helsinki. 1932 erfolgte seine Ernennung zum Prorektor der Universität von Helsinki. Dieses Amt behielt er bis 1943.
Schließlich war er 1956 bis 1962 Rektor und anschließend bis zu seinem Tod Kanzler der Universität Helsinki.

## Politiker und Ministerpräsident
Seine politische Laufbahn begann 1933 mit der Wahl zum Abgeordneten des Reichstages. Dort vertrat er die Interessen der Nationalen Sammlungspartei (KOK). Auch wenn er zweisprachig aufwuchs war er nicht nur Gegner der finnisch-schwedischen Bilingualität Finnlands, sondern auch Befürworter eines autoritären Staates.
Am 5. März 1943 wurde er als Nachfolger von Johan Wilhelm Rangell durch Präsident Risto Ryti zum Ministerpräsidenten während der Zeit des Fortsetzungskrieges ernannt. Seine größten Bemühungen seines so genannten „Friedenskabinetts“ galten dabei dem Friedensschluss zwischen Finnland und der Sowjetunion. Diese Bemühungen scheiterten jedoch unter anderem wegen der Anwesenheit der Truppen der deutschen Wehrmacht in Finnland, so dass in der nachfolgenden Zeit ein Stellungskrieg stattfand. Nach der Wahl von Marschall Mannerheim zum Staatspräsidenten am 4. August 1944 wurde Linkomies am 8. August 1944 durch Antti Hackzell als Ministerpräsident abgelöst, der am 19. September 1944 den Waffenstillstand von Moskau unterzeichnete. Während seiner Amtszeit als Ministerpräsident war er zudem Vorsitzender der KOK.
Von November 1945 bis zum 21. Februar 1946 wurde gegen Linkomies und sieben andere Politiker auf Drängen der sowjetischen Führung unter Josef Stalin ein Prozess als Verantwortliche des Fortsetzungskrieges geführt. In diesem wurde er zu einer Gefängnisstrafe von fünfeinhalb Jahren verurteilt und 1949 im Rahmen einer Amnestie aus der Haft entlassen.
Nach seiner Entlassung zog er sich aus dem politischen Leben zurück und nahm seine Professorentätigkeit wieder auf.

## Veröffentlichungen
- Edwin Linkomies: Latinan kielioppi. 1947.
- Edwin Linkomies: F. E. Sillanpää. Eräitä peruspiirteitä. Helsinki 1948.
- Edwin Linkomies: I mitt lands tjänst: Minnen från statsministertiden 1943–1944. Autobiographie, Ausgabe 1974, ISBN 9-129-43085-2.
- J. W. Salmi und Edwin Linkomies: Latinalais-suomalainen sanakirja. 1955.